# Jimmy Cool
Jimmy Cool, originaltitel Jimmy Two-Shoes, är en kanadensisk animerad TV-serie. Serien handlar om Jimmy Cool som bor i staden Misärköping, en eländig stad fylld med monster och demoner. Serien visas i Sverige på Disney XD.

## Handling
Serien handlar om äventyren med den 14-årige Jimmy, en glad och lycklig tonåring som hittar på roliga saker var han än går. Detta är en utmaning eftersom Jimmy bor i Misärköping, den olyckligaste staden i världen. Staden styrs av den storhetsvansiniga Lucius Von Heinous den sjunde. Misärköping har ett stort företag: Misär & kompani. Som är ett företag som säljer unkna produkter och som garanterar att orsaka sorg och olyckor, och de kommer inte med i "pengarna-tillbaka-garantin". Tillsammans med sina bästa vänner Heloise och Beezy så är Jimmy fast besluten att surfa förbi alla hinder och föra sin smittande entusiasm till hela staden.